# Karl Manne Georg Siegbahn
Karl Manne Georg Siegbahn (Örebro, 3. prosinca 1886. – Stockholm, 26. rujna 1978.), švedski fizičar.
- 1924. - Nobelova nagrada za fiziku